# Greta Cecchetti
Greta Cecchetti (nascida em 24 de março de 1989) é uma jogadora de softball italiana. Ela competiu nos Jogos Olímpicos de Verão de 2020.
Ela jogou pelo Polk State College, na Texas A&M University – Corpus Christi, e no Bollate Softball.